# ビュート島

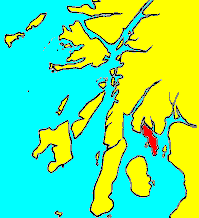
ビュート島の位置

ビュート島 （The Isle of Bute、スコットランド・ゲール語：Eilean Bhòid）は、スコットランド・クライド湾にある島。かつてはビュートシャーの一部で、現在は行政区画アーガイル・ビュートに属する。2001年4月の調査で、定住者人口は7,228人。しかし、多くの貸し部屋が夏の休暇用に整備されており、冬の人口はおそらく5,000人を下回ると思われる。

## 地理

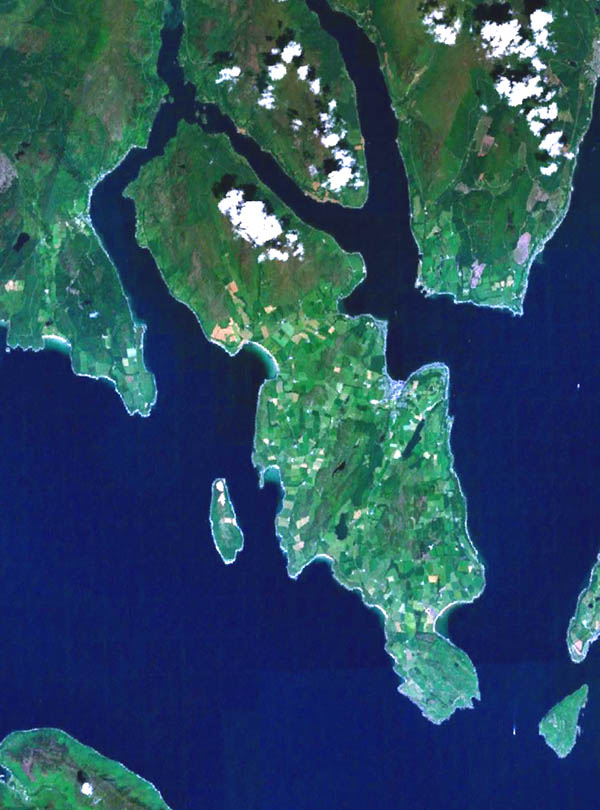
衛星写真

ビュート島はクライド湾内にある。島唯一の町はロスシーで、本土からフェリーが到着する。他8つの村がある。
島は地質学的断層で2つに分けられる。断層の北は丘があり広大な森林地として、広範囲に未開墾である。断層の南の地勢はより穏やかでよく開墾されている。最南部は島で最も岩だらけの地勢グレン・カランである。ロッホ・ファドはビュート一の淡水湖で断層沿いにある。
ビュート西側は、アラン島に面したビュート水道を眺めが楽しめる砂浜で知られる。また、ビュートの小さな属島インチマーノックがある。セント・ニニアン湾周囲のストラード村は西岸唯一の村である。
北部は、狭いビュート海峡によって本土のコワル半島と隔てられる。島北部は人口がまばらで、ビュートの2つあるフェリー・ターミナルのうち小さなRhubodachのフェリー・ターミナルは、島と本土のコリントレイヴとを結ぶ。

## 歴史

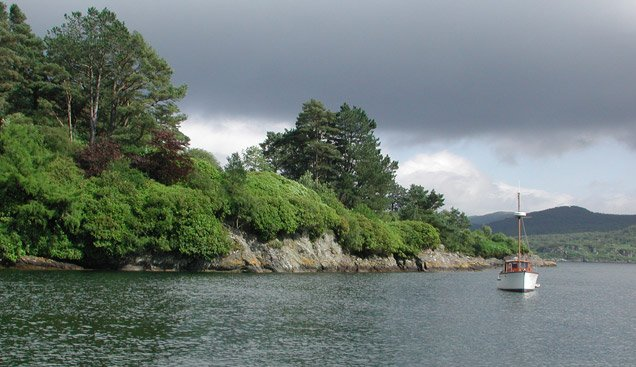
ビュート海峡

ゲール人がビュートに到着し、ダルリアダ王国のCenél Comgallとして併合する前は、島にはブリトン語を話す人々が暮らしていたという。のち、ヴァイキング時代は島は『ロスシー』（Rothesay）の名で知られ、島で一番大きな町はビュートと呼ばれていた。長きに渡りこの2つの名前は混同されて広く流布した。やがて名前は一般的慣用に反映して交換された。
ヴァイキングが去った後、島は西岸の島々ほとんどがアイル卿（Lord of the Isles、スコットランド西岸の島々を所領とするスコットランド貴族の称号）の所領となったにもかかわらず、スコットランド王家の私領となった。
1940年代から1950年代にかけ、ビュートに大きなイギリス海軍本部が置かれた。

## 交通
カレドニアン・マクブレイン社のフェリー2便で本土と往来する。ロスシー＝ウェイミス・ベイ間のフェリーが主である。ウェイミス・ベイから鉄道でペイズリーやグラスゴーへ行くことができる。

## レクリエーション施設
ビュート島には、3つのゴルフ場が存在する。
- ロスシーゴルフクラブ（Rothesay Golf Club） - ロスシーの町の郊外に立地する、全18ホールのゴルフ場。
- ビュートゴルフコース（Bute Golf Course） - ビュート島西岸のストラバナン湾（Stravannan Bay）の砂州の近くに立地する、全9ホールのゴルフ場。
- ポートバナティンゴルフクラブ（Port Bannatyne Golf Club） - ビュート島の丘の上に立地する、全13ホールのゴルフ場。

## 経済
農業と観光が島の主産業である。漁業と林業も平行して行われる。

## みどころ

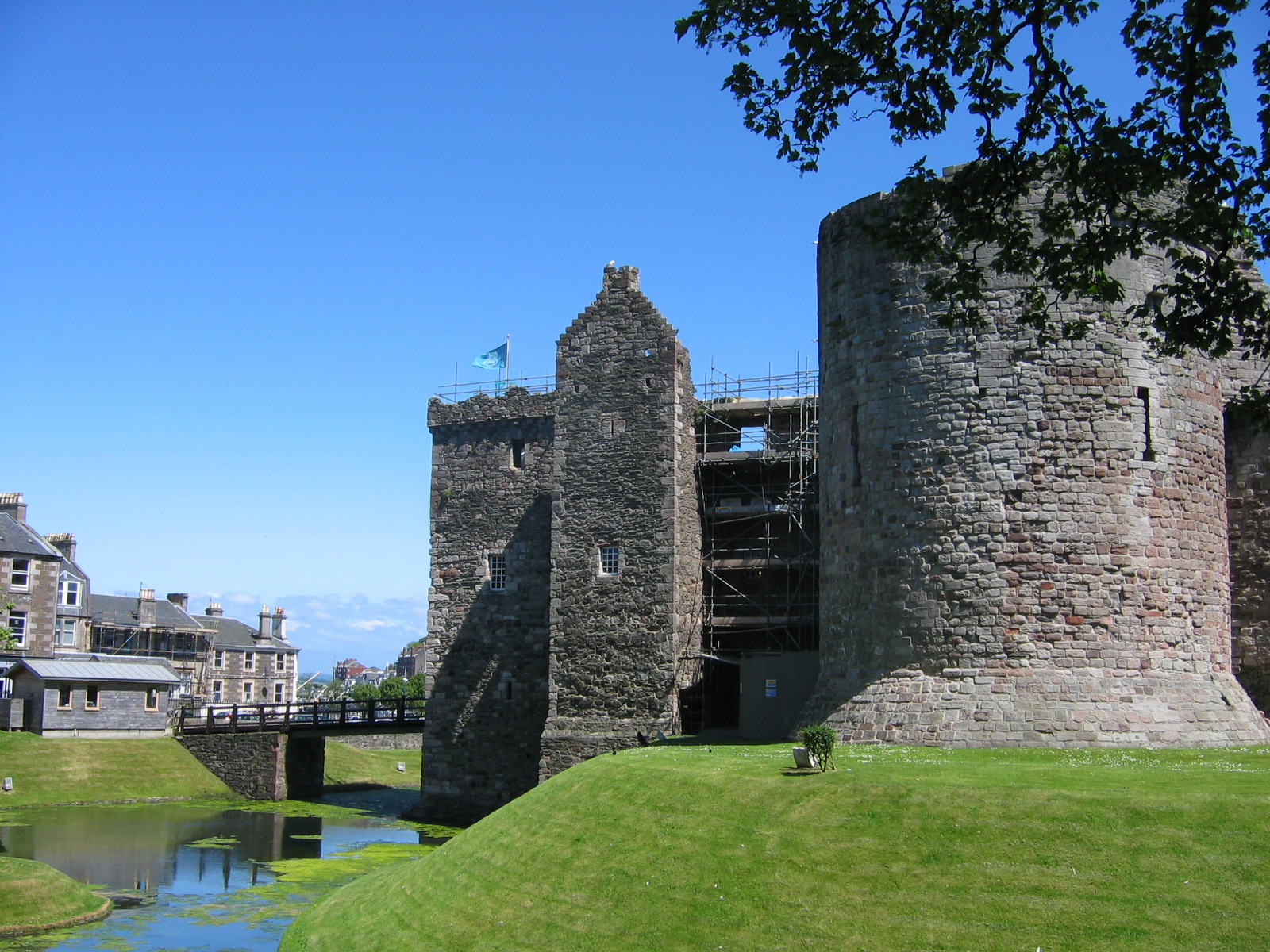
ロスシー城

- マウント・ステュアート・ハウス  -  印象的な新古典主義建築の館。芸術や神秘主義に傾倒した第3代ビュート侯ジョン・クライトン＝ステュアートが建てた。毎年5月から10月まで一般公開する。館内の礼拝堂で、2003年にファッションデザイナーのステラ・マッカートニーが挙式した。
- ロスシー城  -  800年前に当時のスコットランド執事長（ハイ・ステュワード）アラン・フィッツウォルターが建てた。